# Дмитриев-Мамонов, Александр Иванович
Александр Иванович Дмитриев-Мамонов (1788—1836) — генерал-майор, командир Клястицкого гусарского полка, художник-баталист.

## Биография
Происходил из благородного рода Дмитриевых-Мамоновых — сын генерал-майора Ивана Фёдоровича Дмитриева-Мамонова и Елены Васильевны (урожд. Толстой; во 2-м браке — жена князя В. А. Хованского). Родился в Санкт-Петербурге 24 апреля (5 мая) 1788 или 24 декабря 1787 года.
С 1806 года служил актуариусом в Коллегии иностранных дел, затем — в Государственной канцелярии.
В 1812 году вступил в Московское ополчение. В звании поручика Сумского гусарского полка участвовал в сражениях под Островно, у Валутиной горы, при Бородино (исполнял обязанности адъютанта М. И. Кутузова), под Красным. 30 апреля 1813 года переведён в лейб-гвардии Гусарский полк, в составе которого участвовал в заграничном походе (1813—1814): будучи адъютантом генерала П. П. Палена, затем — генерала А. П. Ермолова, сражался в битвах при Люцене, Бауцене, Дрездене, Лейпциге, Бриенне, Бар-сюр-Об, Арси-сюр-Об, Фер-Шампенуазе и Париже.
В 1816—1823 гг. — адъютант генерала Н. Г. Волконского. 23 февраля 1817 года произведён в штаб-ротмистры, 10 февраля 1819 года — в ротмистры, 13 декабря 1823 года — в полковники.
С 15 декабря 1817 года — почётный член масонской ложи «Елизаветы к Добродетели».
С 6 декабря 1827 года — командир Клястицкого гусарского полка; принимал участие в подавлении Польского восстания. 18 октября 1831 года произведён в генерал-майоры. С 1 марта 1832 года — командир 1-й бригады 3-й гусарской дивизии, с 5 сентября 1832 года — командир 2-й бригады 6-й уланской дивизии, с 2 апреля 1833 года — командир 1-й бригады 3-й лёгкой кавалерийской дивизии. 10 сентября 1835 года назначен состоять по кавалерии.
А. И. Дмитриев-Мамонов был знаком и дружил с многими декабристами; после подавления восстания имел смелость просить о тех, кто был сослан или сидел в крепости.
7 октября 1835 года перешёл в статскую службу в Министерство внутренних дел, переименован в действительные статские советники.
Умер 9 (21) декабря 1836 года в Москве. Похоронен на кладбище Донского монастыря.

## Художник-баталист

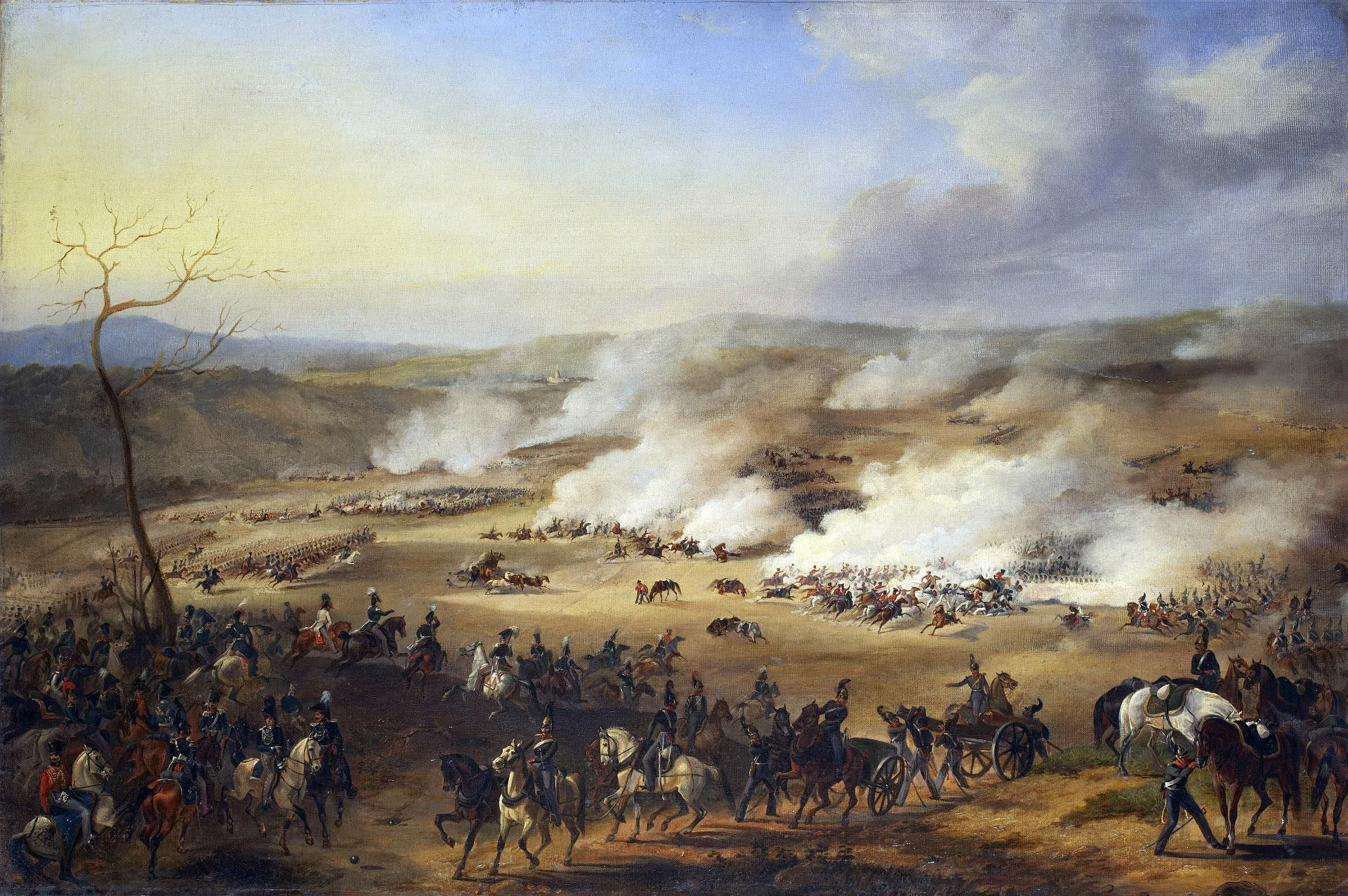
Сражение при Фер-Шампенуазе. Эрмитаж

Во время Бородинского сражения непосредственно на поле боя сделал серию беглых зарисовок с натуры всего происходящего.
В 1820 году вместе с П. А. Кикиным и И. А. Гагариным основал Общество поощрения художеств. Принимал участие в отправке в Италию первых стипендиатов общества, Карла Брюллова и его брата Александра. В благодарность Карл Брюллов написал несколько портретов представителей семьи Дмитриев-Мамоновых. В 1827 году основал Рисовальную школу, благодаря чему десять крепостных художников получили вольную.
Оставил много акварелей и рисунков, часть которых была издана Обществом поощрения художеств. Его этюды, посвящённые эпизодам Отечественной войны 1812 года, украшали залы Царскосельского дворца.
Почётный вольный общник Академии художеств.

## Награды
- орден Св. Владимира 4-й степени
- орден Св. Анны 3-й степени
- орден Pour le Mérite (Пруссия).
- медаль «За взятие Парижа»

## Семья
Жена — Софья Ивановна Ефимович (Яфимович) (10.06.1795—30.11.1863), фрейлина Марии Фёдоровны, внучка писателя С. В. Нарышкина. Все члены семейства Ефимовичей проживали почти постоянно в своем имение — с. Спасском на р. Протве, и отличались лилипутским ростом, за что граф А. И. Воронцов прозвал их перепелками. Софья Ивановна прекрасно рисовала, а также играла на рояле и арфе. Она сама, без посторонней помощи, воспитала и образовала своих дочерей, которые были три грации и таковыми остались в зрелом возрасте. Дети:
- Мария (28.01.1816[6]— ?)
- Елизавета (10.03.1817[7]—17.08.1906), крещена 30 марта 1817 года при восприемстве князя П. М. Волконского, княгини Е. А. Волконской, князя Д. Н. Салтыкова и Н. С. Грибоедовой; фрейлина.
- Наталья (02.09.1819[8]—1844)
- Татьяна (1820—1844)
- Софья (1823—1893). Замужем за Борисом Петровичем Делоне (1828—1887). Их внучка — Елизавета Юрьевна Пиленко.
- Эммануил (1824—1884), художник-портретист; женат на Ольге Александровне Рачинской (1834—1917), сестре учёного С. А. Рачинского и племяннице поэта Е. А. Баратынского.
- Ипполит (1825—1884) — художник-оформитель, карикатурист.
- Александр (1827—1875). Женат на внучке А. Н. Оленина Елизавете Петровне (26 февраля 1832 — 15 мая 1920) их сын Пётр Александрович Дмитриев-Мамонов (его внук Гельчинский Станислав Яковлевич)[9]
- Николай (1830— ?)